# Nathalie Baartman
Nathalie Baartman (Borne, 2 september 1973) is een Nederlands cabaretière en columniste.

## Biografie
Nathalie Baartman kwam op achtjarige leeftijd voor het eerst in aanraking met een orgel. Ze was op slag verliefd op dit instrument met de indrukwekkende knopjes. In diezelfde tijd begon ze verhaaltjes te schrijven, allemaal met een tragische afloop. Haar grote voorbeeld was Oma Knots (van de televisieserie De Familie Knots).
Op haar zeventiende verhuisde ze naar Nijmegen om psychologie, filosofie en ontwikkelingsstudies te studeren. Vanuit haar idealistische wereldbeeld was ze voornamelijk geïnteresseerd in de fundamentele fout van de mensheid die zoveel ellende in de wereld veroorzaakt. Na een jaar denken werd het tijd daar iets aan te gaan doen. In een landelijk gebied in Duitsland leefde ze haar idealen uit. Tussen de hippies leefde ze milieuvriendelijk. Aan demonstraties had ze een dagtaak. Eenmaal terug in Nederland volgde ze een opleiding tot dramatherapeute. Ondertussen schreef, (buik)danste, zong en speelde ze. Ze volgde lessen op de amateurtheaterschool in Nijmegen en doorliep het eerste jaar docent drama op de HKU te Utrecht. Al deze ervaringen leidden er uiteindelijk toe dat Nathalie kleinkunst wilde maken.
Ze werd aangenomen op de Koningstheateracademie in Den Bosch. Voor haar eerste programma STAM kreeg ze de persoonlijkheidsprijs tijdens het cabaretfestival Cameretten 2004 en de 'Voor de Leeuwen'-trofee 2005, een onderscheiding voor eindejaarstheatermakers van alle hogescholen voor de kunsten. Daarna werkte ze STAM uit tot een avondvullend programma, waarmee ze tussen 2006 en 2008 langs de theaters trok. In april 2008 startte ze de try-outs van LOS, en speelde deze voorstelling tot in 2010. In maart 2008 speelde ze mee in Girls Comedy Night. In het najaar 2010 begon ze met de try-outs voor het cabaretprogramma RAAK. Eind 2010 speelde ze ook mee in vrouweneindejaarsconference Wachten op Vrijdag, die enthousiast werd onthaald door pers en publiek. In maart 2011 verzorgde ze voorleesochtenden in het kader van het Toon Tellegen-festival in Enschede.
Nathalie schrijft sinds 2007 columns voor de zondagseditie van De Twentsche Courant Tubantia. De eerste reeks van deze columns is in boekvorm verschenen in Ik heb iets met prutsers, uitgegeven in eigen beheer. In november 2023 verscheen haar tweede boek met columns, En dat noemen ze dan vooruitgang, bij uitgeverij Terra. Nathalie is ook gastcolumniste van het tijdschrift Theatermaker (TM) en bij het BNNVARA-radioprogramma Vroege Vogels.